# سیارک ۱۱۷۵۷۲
سیارک ۱۱۷۵۷۲ (به انگلیسی: 117572 Hutsebaut، نامگذاری:2005EX33) صد و هفده هزار و پانصد و هفتاد و دومین سیارک کشف شده‌است که در ۸ مارس ۲۰۰۵ کشف شد.